# أسين فاسيليف
أسين فاسكوف فاسيليف ((بالبلغارية: Асен Васков Василев)‏؛ من مواليد 9 سبتمبر 1977) هو سياسي واقتصادي ورجل أعمال بلغاري شغل في 2013 منصب وزير الاقتصاد والطاقة والسياحة في حكومة تصريف الأعمال لمارين رايكوف ووزير المالية من 12 مايو 2021 إلى 16 سبتمبر 2021 في حكومة تصريف الأعمال ستيفان يانيف. وهو القائد المشارك لحزب «نحن نواصل التغيير»، وهو حزب سياسي شارك في تأسيسه مع كيريل بيتكوف.